# アーマー県
アーマー県（英: County Armagh、アイルランド語: Contae Ard Mhacha、スコットランド語: Coontie Airmagh）は、アルスター地方にある県。北アイルランドを構成する6県のうちの一つ。中心都市は県の中央にあるアーマーである。しかし、人口が最大なのは北東部にあるラーガンである。
アーマー県は北はネイ湖、東はダウン県、北西はティロン県と、南と西はアイルランド共和国のラウス県とモナハン県と接している。

## 地理
ブラックウォーター川がティロン県との境界に沿って流れている。また北のネイ湖に注ぐバン川が県の北東部を流れる。県内にある山はSlieve Guillion、Carrigatuke、Camlough Mountain。
ネイ湖にある以下の島もアーマー県の一部である。Coney Island、Coney Island Flat、Croaghan Flat、Derrywarragh Island、Padian、Phil Roe's Flat、The Shallow Flat。

## 気候
アイルランド東部に位置しているにもかかわらず、メキシコ湾流の影響を強く受け海洋性気候となっている。冬は湿度が高く温和で夏は雨が多い。このため、一年を通じて気温が氷点下となることが少なく、冬は標高の高い南東部でさえ滅多に雪は降らない。